# Třída Kronštadt
Třída Kronštadt byla třída bitevních křižníků sovětského námořnictva, jejichž kýl byl založen v roce 1939, ale Sovětský svaz je nikdy nedokončil. Třída se skládala z jednotek Kronštadt a Sevastopol. Lodě této třídy byly objednány v rámci třetího sovětského pětiletého plánu na obnovu flotily a měly být protiváhou německých bitevních křižníků třídy Scharnhorst.
Hlavní výzbroj obou lodí mělo tvořit devět 305mm kanónů ve třech třídělových věžích a sekundární výzbroj dalších osm 152mm kanónů ve čtyřech dvoudělových věžích. Ty měly doplňoval čtyři 100mm kanóny a lehká výzbroj sedmi 37mm kanónů. Pohonný systém byl převzat z rovněž nerealizované třídy Sovětskij Sojuz.
V roce 1940 se Sovětskému svazu naskytla možnost odkoupit, od tehdejšího sovětského spojence Třetí říše, šestici dvoudělových věží firmy Krupp s 380mm kanóny – obdobné nesla třída Bismarck. Pro tuto silnější výzbroj měly být modifikovány právě obě rozestavěné lodě třídy Kronštadt. Jejich dodání nakonec neumožnila válka.
Kýl obou lodí byl založen v roce 1939. Kronštadt byl stavěn v Leningradu a Sevastopol v Nikolajevu. V době německého útoku na Sovětský svaz nebyly obě lodě ještě ani spuštěny na vodu. Jejich stavba byla zastavena a oba trupy sešrotovány.